# Ischioloncha lanei
Ischioloncha lanei är en skalbaggsart som först beskrevs av Prosen 1957.  Ischioloncha lanei ingår i släktet Ischioloncha och familjen långhorningar. Inga underarter finns listade i Catalogue of Life.